# Saint-Suliac
Saint-Suliac es una localidad y comuna francesa en la región administrativa de Bretaña, en el departamento de Ille y Vilaine. 
El pueblo está clasificado con el sello de calidad de Les plus beaux villages de France. 

## Demografía
| 1 437 | 1 614 | 1 384 | 1 577 | 1 970 | 1 884 | 1 990 | 1 025 | 967 | 1 023 | 1 060 | 879 | 975 | 918 | 945 | 909 | 881 | 858 | 829 | 802 | 792 | 807 | 751 | 722 | 684 | 666 | 675 | 610 | 614 | 768 | 802 | 853 | 930 |
| Para los censos de 1962 a 1999 la población legal corresponde a la población sin duplicidades (Fuente: INSEE [Consultar]) |       |       |       |       |       |       |       |     |       |       |     |     |     |     |     |     |     |     |     |     |     |     |     |     |     |     |     |     |     |     |     |     |

## Lugares de interés
- Vestigios de un campamento viquingo, de alrededor del año 1000
- Iglesia del siglo XIII, en la que destaca su torre fortificada.
- El menhir del Neolítico "La dent de Gargantua"
- El molino de mareas de Beauchet

## Personalidades relacionadas
Roger Edgar Gillet, pintor.